# Lappstryck-Långtjärnen
Lappstryck-Långtjärnen är en sjö i Vindelns kommun i Västerbotten och ingår i Umeälvens huvudavrinningsområde.